# Gore (gmina Hrastnik)
Gore – wieś w Słowenii, w gminie Hrastnik. W 2018 roku liczyła 162 mieszkańców.